# تپه گولآب
تپه گولآب مربوط به عصر مس - عصر آهن - دوره اشکانیان است و در شهرستان خرم‌آباد، بخش چغلوندی، دهستان بیرانوند شمالی، روستای گولآب سفلی واقع شده و این اثر در تاریخ ۲۸ اسفند ۱۳۸۵ با شمارهٔ ثبت ۱۸۵۵۱ به‌عنوان یکی از آثار ملی ایران به ثبت رسیده است.